# 甲型流感病毒H10N7亞型
H10N7是一种甲型流感病毒（有时称为禽流感）的亞种。在2004年，埃及首次爆發有人类感染的H10N7疫症。此次爆發感染了一些伊斯梅利亞的居民，包括两个一岁的婴儿和有一个孩子的家禽商人。
全球首三度爆发H10N7（但未感染人类）的個案在美国明尼蘇達州出現。首兩宗是在1979年，於一个火雞农场爆發；而該農场在1980年第三度爆发同一病毒。据亚临床研究：雖然H10N7的临床病徵不严重，但火雞的死亡率卻高达31%。未感染病毒的火雞之後已和感染了其時无法辨認的病毒（即H10N7）的火雞隔离，並被安置在一个邻近該土耳其农场的池塘。
H10N7病毒也在欧洲造成了嚴重的影响：在2014年，港海豹因感染H10N7而導致死亡率大幅增加。第一个個案是在2014年春季於瑞典爆發。随后，H10N7的疫情扩散到丹麦。几个月后，H10N7扩散到德国和荷兰附近的北海，並造成当地港口区內10%海豹死亡。

## 外部連結
- 流感的研究数据库 数据库的流感序列和相关的信息。